# Alexei Scala
Alexei Scala (12 april 1965) is een voormalig profvoetballer uit Moldavië, die gedurende zijn carrière zeven officieuze interlands speelde voor het Moldavisch voetbalelftal. Hij speelde clubvoetbal voor onder meer FC Bugeac uit Comrat.

## Interlandcarrière
Scala speelde in totaal zeven officieuze interlands (één doelpunt) voor het Moldavisch voetbalelftal in 1992. Hij maakte op 18 augustus 1992 het openingsdoelpunt voor Moldavië in het duel tegen Pakistan, dat eindigde in een eclatante 5-0-overwinning voor de ploeg uit Oost-Europa. De overige vier treffers in dat duel, gespeeld in het kader van het Jordanië Toernooi, kwamen alle op naam van Serghei Aleksandrov.